# Храм Воскресения Словущего (Коломна)
Храм Воскресения Словущего — православный храм в Коломенском кремле. Освящён в честь праздника Воскресения Словущего. Храм построен в XVI веке. Подвергнут масштабной перестройке в XVIII веке.

## История
В 1843 году писатель Н. Д. Иванчин-Писарев записал предание, что в этом храме в 1366 году венчались святой благоверный князь Димитрий Донской и святая княгиня Евдокия (в иночестве Евфросиния) Московская. 
Дата основания храма точно неизвестна. По мнению археолога Воронина Н. Н., белокаменный храм на этом месте был построен в XIV веке. Архитектор Альтшуллер Б. Л. считал, что храм возник в первой четверти XVI века. Однако он предполагал, что нельзя исключать возведение ныне существующего храма на месте полностью разобранного более раннего белокаменного. Архитекторы Чернышев М. Б. и Кавельмахер В. В. датировали храм началом XVI века.  
Храм впервые упоминается в писцовой книге 1577/78 годов как домовый храм великокняжеского двора, соединённый с дворцовым ансамблем переходами к хорам.
Четверик существующего храма украшен терракотовым фризом с растительным орнаментом. Под ним имеется белокаменный подклет. В 1764 году пристроена трапезная с приделом Космы и Дамиана, в 1781 году — колокольня (от нее в настоящее время остался только один ярус), в 1786 году перестроили верхнюю треть четверика в стиле позднего барокко. В XIX веке в стиле классицизма возведены новая трапезная (в ней престолы Боголюбовской иконы Божией Матери и святых бессребреников Космы и Дамиана) и южное крыльцо.
В 1929 году храм был закрыт. Уничтожены его глава, колокольня, ограда. Утрачено всё внутреннее убранство. Церковное здание использовалось под спортивный зал. 
В 1992 храм возвращен приходу Успенского собора. В 2001 году на территории Коломенского кремля проводились археологические раскопки. Были найдены обломок китайского селадонового блюда и бронзовая просечная икона-энколпий «Лоно Авраамово» XIV—XV веков, что подчеркивает высокий социальный статус храма.
В 2003 году началась реставрация церкви, была заменена кровля и восстановлена глава храма. Была полностью отреставрирована трапезная часть. С 2016 года возобновилось служение Божественной Литургии. В настоящее время приписан к Успенскому собору.
Ранее в Воскресенской церкви находились древние образы «Сошествие во ад» XIV века и «Святая Троица» XV века, один из ранних списков с «Троицы» преподобного Андрея Рублёва, ныне хранящиеся в Государственной Третьяковской галерее.